# Jeroen Lenaers
Jeroen Lenaers (ur. 29 kwietnia 1984 w Stramproy) – holenderski polityk, poseł do Parlamentu Europejskiego VIII, IX i X kadencji.

## Życiorys
Absolwent Bisschoppelijk College w Weert, ukończył następnie studia europejskie na Maastricht University. Zaangażował się w działalność polityczną w ramach Apelu Chrześcijańsko-Demokratycznego. Odbył staż w Parlamencie Europejskim, został asystentem eurodeputowanej Rii Oomen-Ruijten, a także pracownikiem delegacji holenderskich chadeków w PE.
Został umieszczony na 2. miejscu listy krajowej apelu w wyborach europejskich w 2014, uzyskując w głosowaniu z 22 maja 2014 mandat posła do PE VIII kadencji. Z powodzeniem ubiegał się o reelekcję w 2019 i 2024.